# Imbiß (1978)
Imbiß ist ein Kurzdokumentarfilm von Thomas Heise von 1978.

## Inhalt und Hintergründe
Der Film beobachtet die täglichen Abläufe im Schnellrestaurant Automat Imbiß im Alexanderhaus am Alexanderplatz in Berlin. 
Es war die erste filmische Übung von Thomas Heise an der Hochschule für Film und Fernsehen in Potsdam-Babelsberg. Er zeugt bereits von der präzisen Beobachtungsgabe des noch jungen Filmemachers.
Der Film Imbiß wurde 2007  in der Werkschau zu Thomas Heise im Zeughauskino in Berlin gezeigt. 2018 wurde er in der DVD Babelsberger Freiheiten von der Filmhistorikerin Ilka Brombach zu 19 besonderen Studentenfilmem der Hochschule von 1957 bis 1990 ausgewählt. Danach wurde er von ihr 2018 beim Dokumentarfilmfestival in Leipzig und 2019 im Berliner Kino Arsenal mit einigen  dieser Filmen vorgestellt.
1989 drehte Thomas Heise einen ähnlichen Film Imbiß spezial im Bahnhof Berlin-Lichtenberg.